# Billingsfors kyrka
Billingsfors kyrka är en kyrkobyggnad som tillhör Steneby församling i Karlstads stift. Kyrkan ligger strax intill pappersbruket i Billingsfors i Bengtsfors kommun.

## Kyrkobyggnaden
Billingsfors bruk kom att anläggas på gränsen mellan socknarna Steneby och Laxarby. Enligt uppgift planerade en av grundarna till bruket, Nils Kock, tidigt att uppföra en brukskyrka.
1758 fick Kocks efterträdare Leonard Magnus Uggla tillstånd från domkapitlet i Karlstad att varannan söndag hålla gudstjänst i Billingsfors, vilka förrättades i en sal på Billingsholms herrgård.
1761 bildades Billingsfors bruksförsamling och träkyrkan uppfördes åren 1761-1763 på initiativ av bruksherre Leonard Magnus Uggla. Kyrkan uppfördes troligen av brukets snickare. 
Bruksförsamlingen upphörde 1872. När Steneby församling övertog kyrkan 1981. Den hade då ägts av bruket i 218 år och var då en av de få kvarvarande privatägda kyrkorna.
I sin nuvarande form består kyrkan av långhus med öst-västlig orientering. Vid den östra gaveln finns ett rakt avslutat kor med en vidbyggd sakristia. Vid västra gaveln finns kyrktornet, som uppfördes 1823, med ingång. År 1991 förlängdes långhuset åt väster vid tornets södra och norra sidor. Altartavlan är en avbildning av Utrechtmålaren Jan von Scorels målning "Kristi nedtagning från korset" från 1500-talet. På kyrkogården, vid kyrkans södra sida finns Waernerska gravkvarteret.
Fasaderna är täckta med vitmålad stående träpanel. Alla tak är täckta med skiffer.

## Inventarier
- Ett krucifix från 1500-talet.
- Altartavlan utfördes av Jan van Scorel på 1500-talet.
- Kyrkan saknar dopfunt. Vid dop används en särskild dopskål som placeras på ett långsmalt träbord i korets södra del.
- Vid norra sidan av koret finns en predikstol från 1951 som är utformad i antikiserande stil. Ljudtak saknas.
- På väggen bakom predikstolen finns draperimålningar med motivet Mose stentavlor och en fredsduva. Tidigare fanns en altarpredikstol.

### Orgel
- 1945 byggdes en orgel till kyrkan med 5 stämmor, två manualer och pedal.
- 1954 byggde Grönlunds Orgelbyggeri AB, Gammelstad en mekanisk orgel.

| Manual         | Pedal      | Koppel  |
| Gedackt 8' B/D | Sordun 16' | Man/Ped |
| Principal 4'   |            |         |
| Rörflöjt 4'    |            |         |
| Blockflöjt 2'  |            |         |
| Cymbel 1 chor  |            |         |

- I samband med en stor renovering 1991 uppsattes en kororgel tillverkad av Göran Strand. Den är mekanisk och har sex stämmor fördelade på manual och pedal.[2]

## Bilder

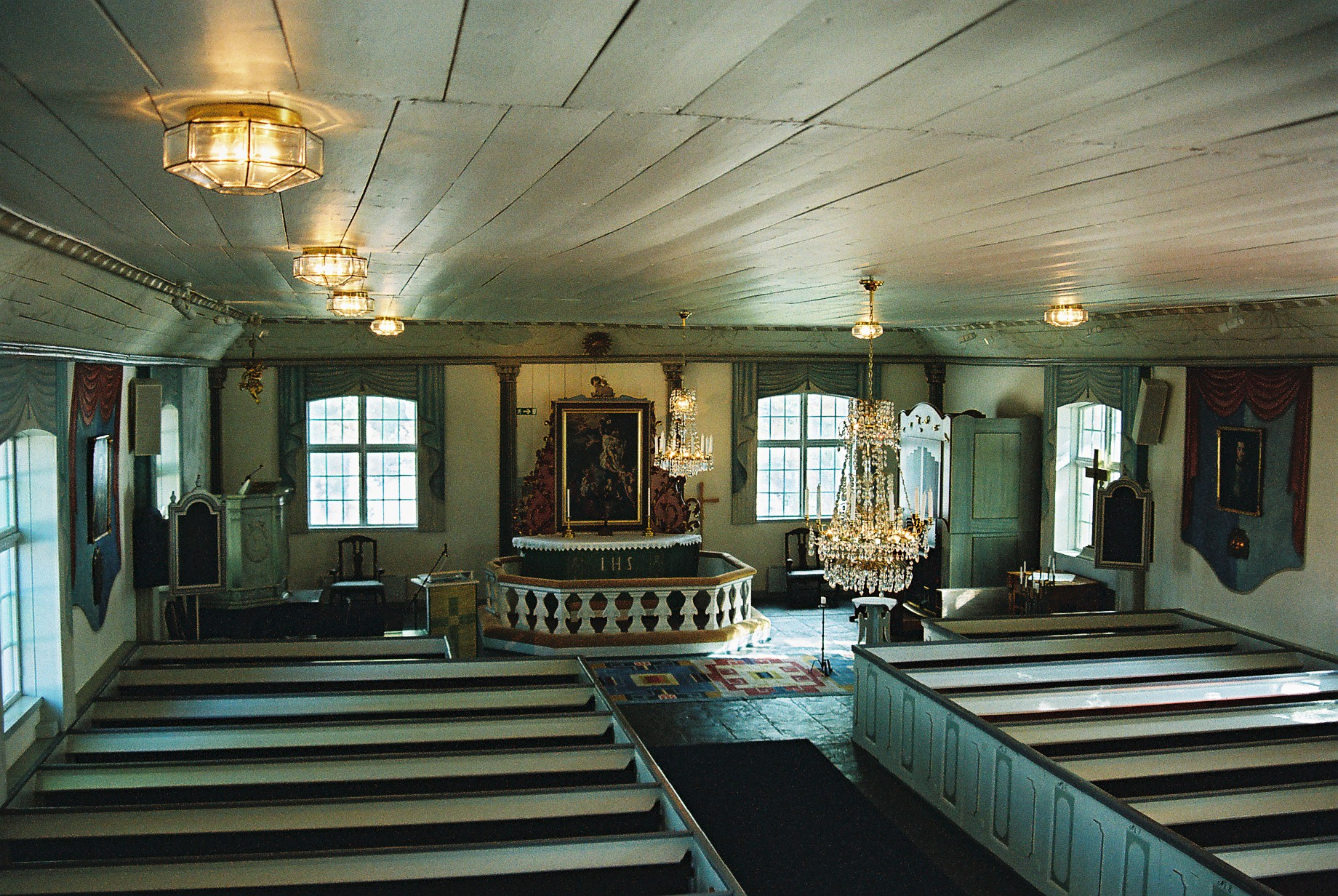
Kyrkorummet mot koret
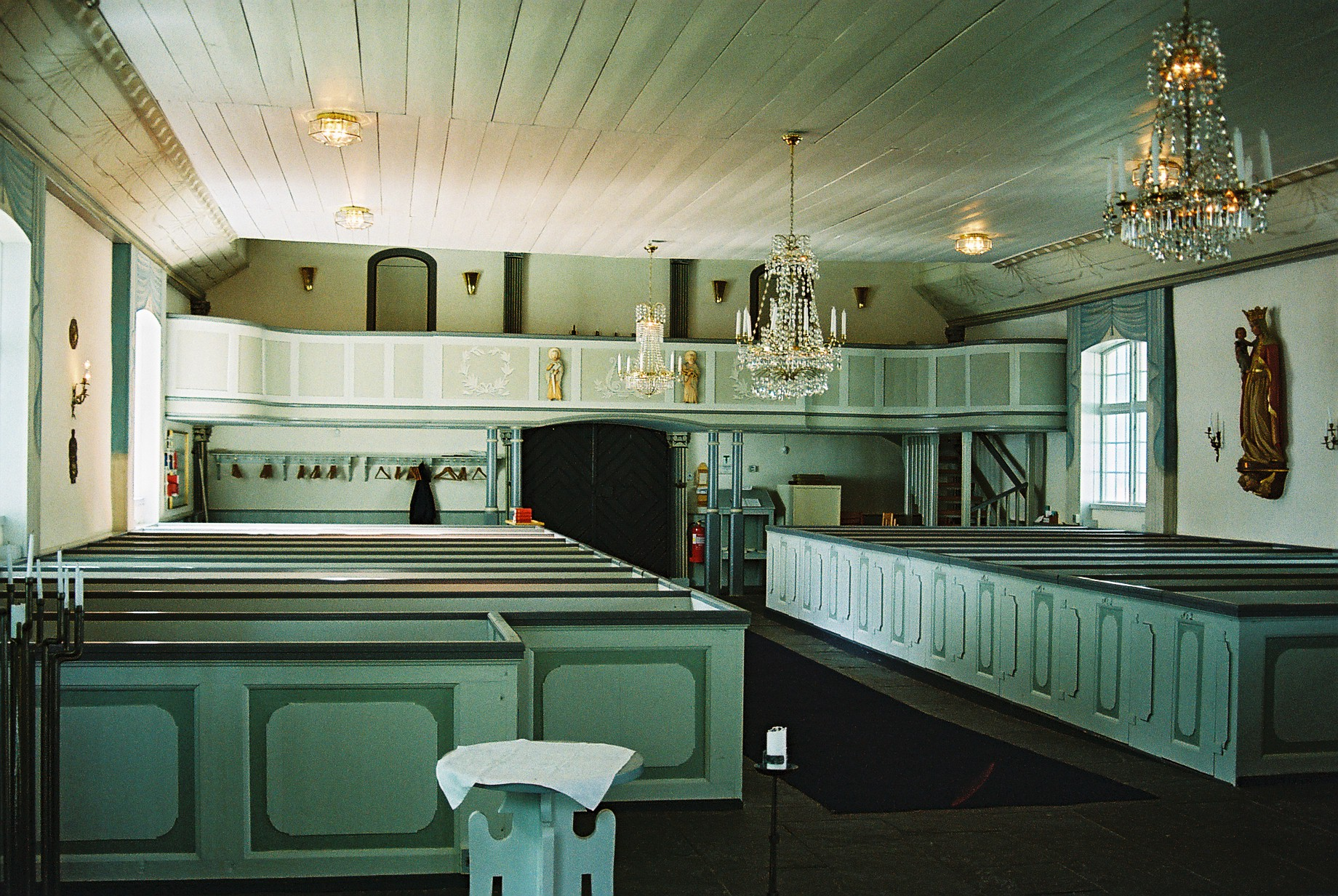
Kyrkorummet mot väster
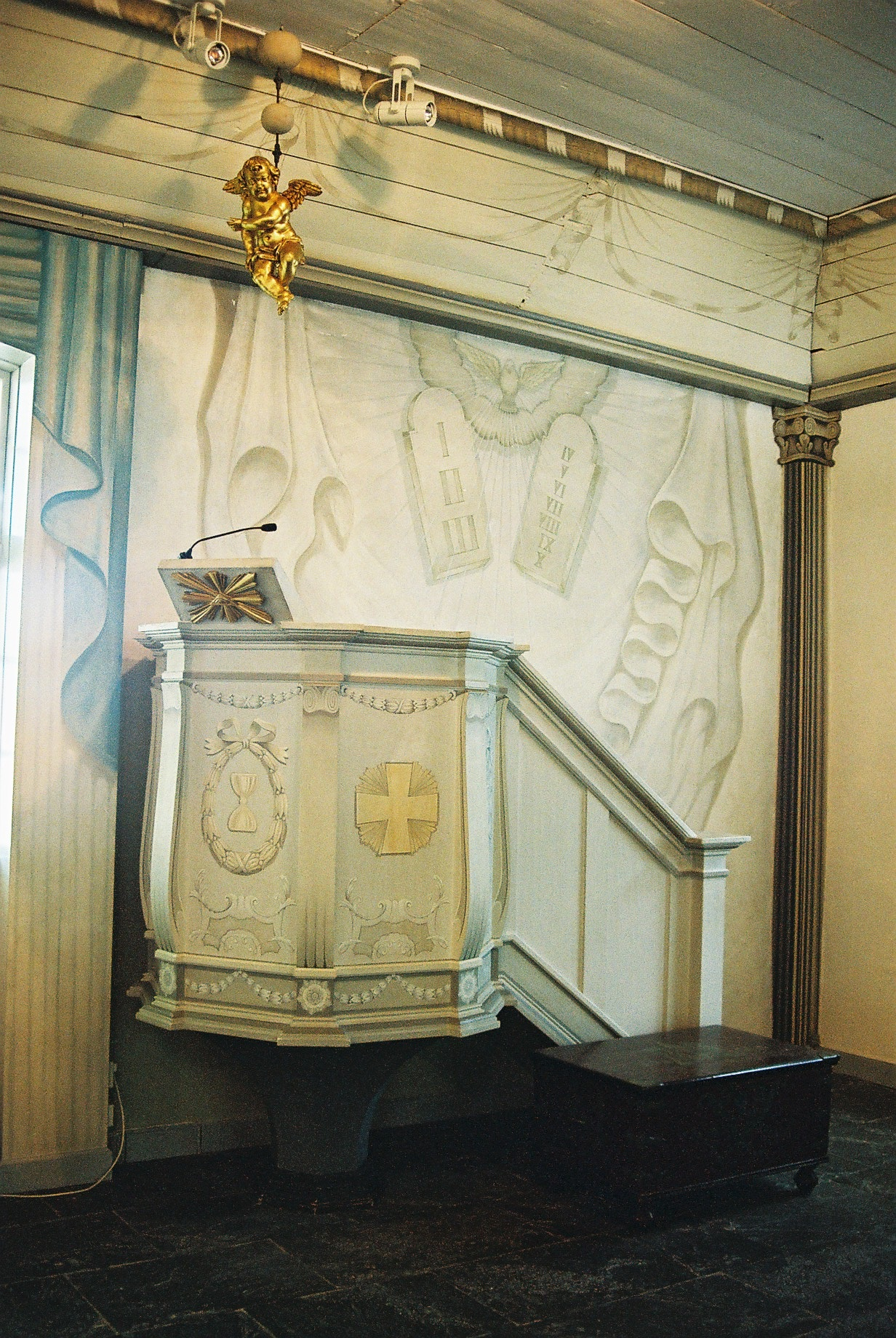
Predikstol
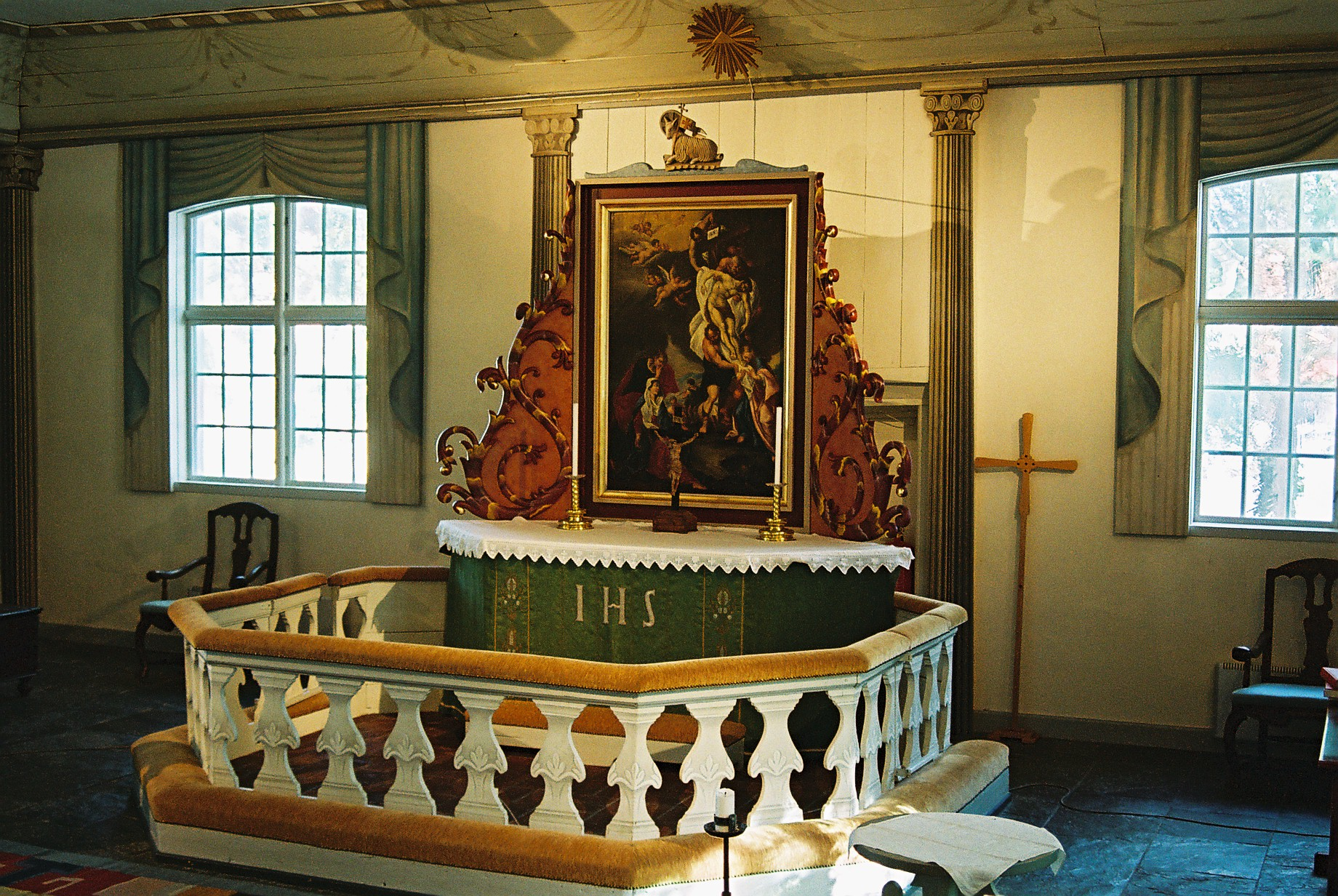
Kor och altare